# ブラジルの鉄道

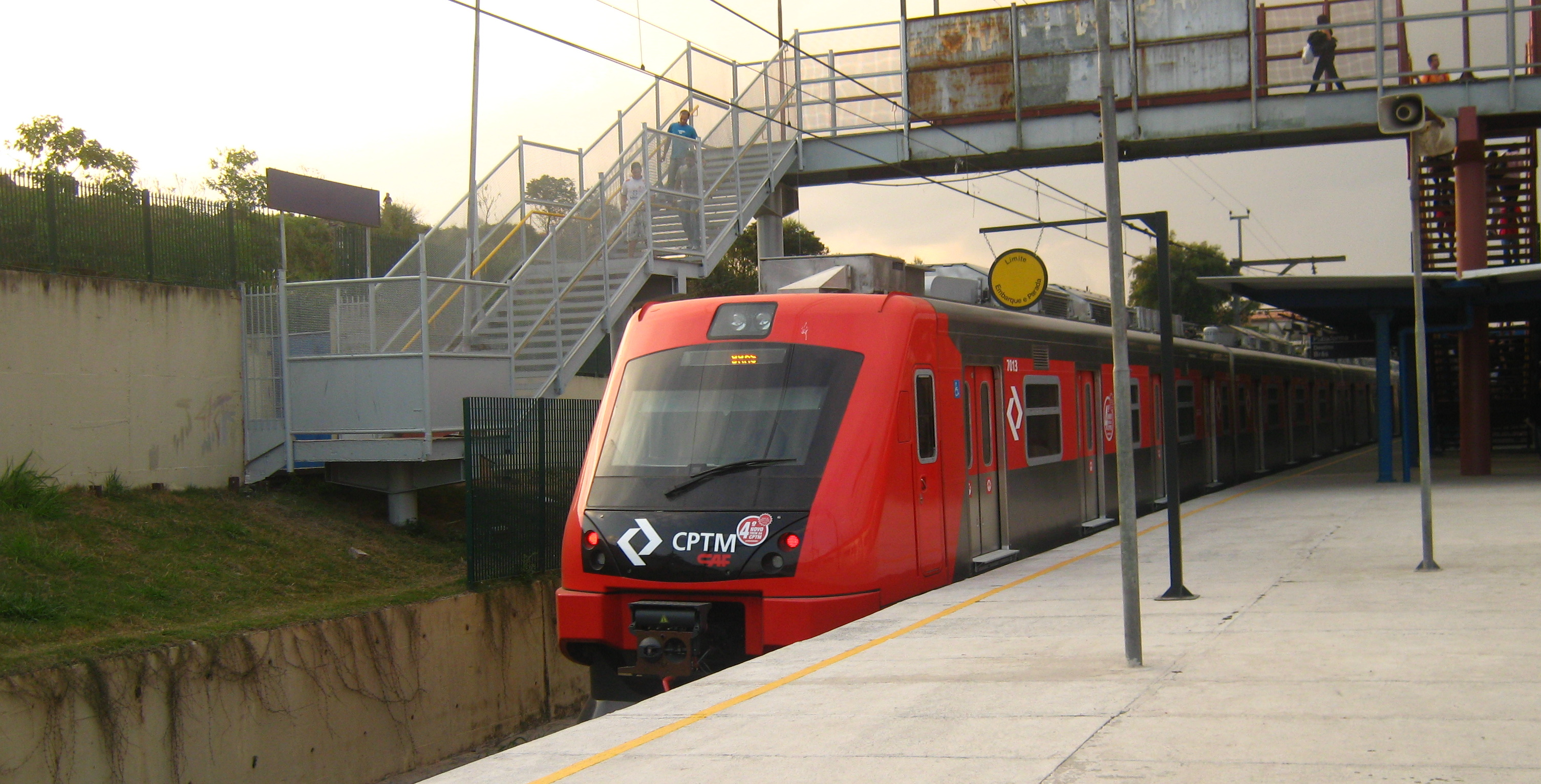
サンパウロ都市圏鉄道会社の電車

ブラジルの鉄道の起源は1850年代に遡る。同国では長い間、さまざまな民間の鉄道会社により鉄道が運営されていた。1957年にそれらの多くがブラジル連邦鉄道（Rede Ferroviária Federal, Sociedade Anônima）として国有化されたが、自動車交通の発展に伴い収益が悪化し、1980年代から2000年代にかけてこのブラジル連邦鉄道は解体され、アメリカ・ラティーナ・ロジスティカ、サンパウロ都市圏鉄道会社、SuperViaなど様々な民間及び公営会社による運営となっている。

## 軌間
ブラジル国内の鉄道には4種類の軌間が存在する。
- 広軌（アイルランド軌間）
  - 路線長：4,057 km、軌間：1,600 mm (5 ft 3 in)
    - ベロオリゾンチ都市鉄道
    - メトロ・ジ・ブラジリア
    - ポルトアレグリ都市鉄道
    - レシフェ都市鉄道
    - リオデジャネイロ近郊鉄道（SuperVia）
    - サンパウロ地下鉄
      - 1号線、2号線、3号線

    - カンピーナス・ライトレール（ポルトガル語版）（廃止）
- 狭軌（メーターゲージ）
  - 路線長：23,489 km、軌間：1,000 mm (3 ft 3+3⁄8 in)
    - フォルタレーザ都市鉄道（Metrofor）
    - レシフェ近郊鉄道
    - サルヴァドール近郊鉄道
    - カリリ都市鉄道（英語版）
    - テレジナ都市鉄道（英語版）
    - マセイオ都市鉄道
    - ナタル都市鉄道
    - ソブラル・ライトレール
    - カンポス・ド・ジョルドン鉄道
    - オエステ・デ・ミナス鉄道
    - コルコバード登山電車
- 三線軌条
  - 路線長：336 km、軌間：1,000 mm (3 ft 3+3⁄8 in)と1,600 mm (5 ft 3 in)との三線軌条
- 標準軌
  - 路線長：202.4 km、軌間：1,435 mm (4 ft 8+1⁄2 in)
    - サンパウロ地下鉄
      - 4号線、5号線

    - サルヴァドール都市鉄道
    - リオデジャネイロ・ライトレール
    - サントス・ライトレール
    - アマパー鉄道（英語版）（休止）
- 合計: 27,882 km (1,122 kmが電化されている);  都市間鉄道を除く

かつて、オエステ・デ・ミナス鉄道によって軌間752mmの鉄道が敷設されたが、うち12 kmが保存鉄道として残されている

## 都市間サービス

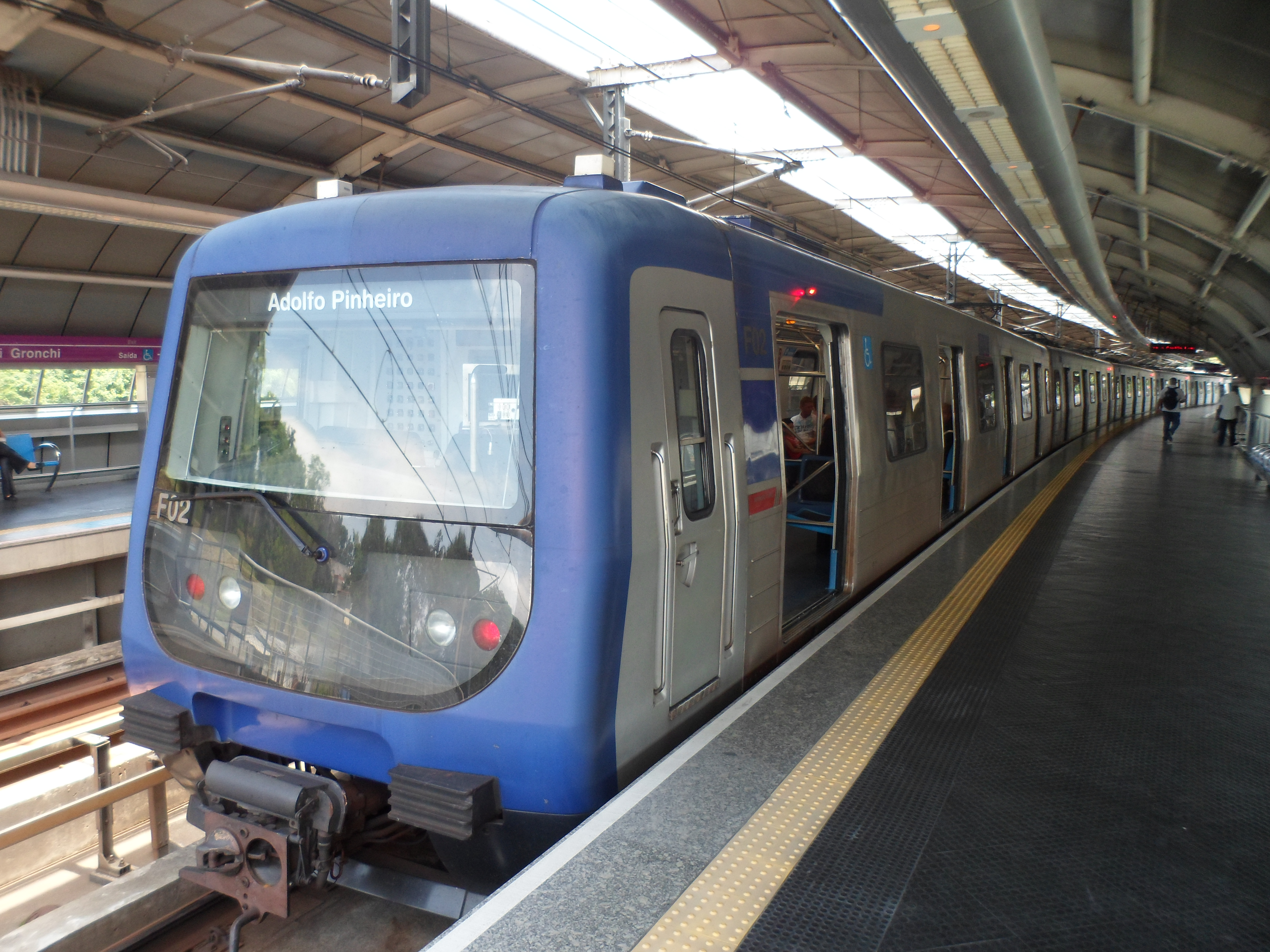
サンパウロ地下鉄

### 都市鉄道・地下鉄・近郊鉄道
- メトロ・デ・ベロオリゾンテ
- メトロ・デ・ブラジリア
- メトロ・ド・カリリ（英語版）
- Metrofor（フォルタレザ都市・近郊鉄道）
- ジョアンペソア近郊鉄道（英語版）
- メトロ・デ・マセイオ（英語版）
- メトロ・デ・ポルトアレグレ
- メトロ・ド・レシフェ
- リオデジャネイロ地下鉄
- Supervia（リオデジャネイロ都市圏鉄道)
- メトロ・デ・サルヴァドール
- サンパウロ地下鉄
- CPTM（サンパウロ都市圏鉄道）
- メトロ・デ・テレジナ（英語版）

### 市街鉄道

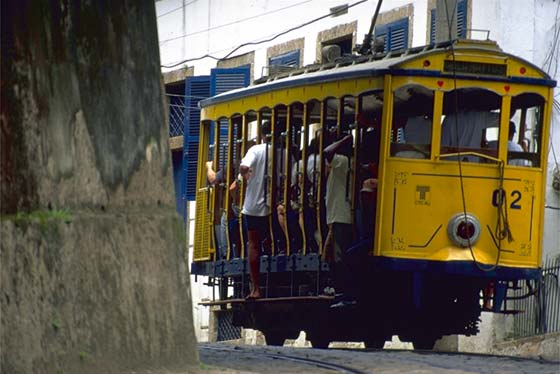
リオデジャネイロのサンタ・テレサの市街電車

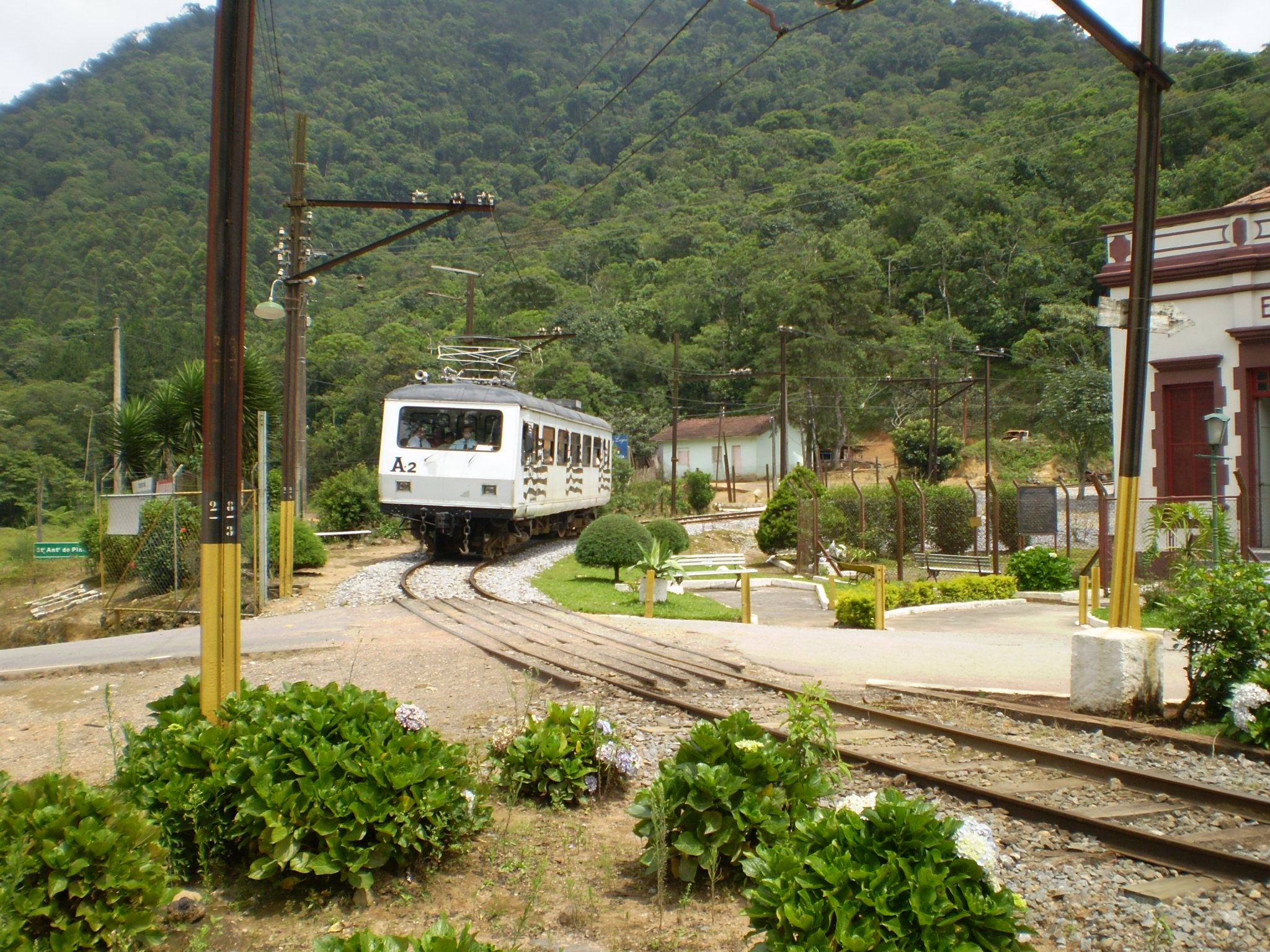
カンポス・ド・ジョルドン鉄道

ブラジルの市街鉄道は1859年から1989年まで運転されてきた。動力源として、蒸気機関、馬、電気が使用されてきた。1980年代と1990年代にライトレールがリオデジャネイロとカンピナスに導入されたが、成功には至らなかったクリチバでは、ライトレールの代わりにバス高速輸送（BRT）を導入した。

#### 沿革
ブラジルは世界で5番目に大きい国であり、100路線の市街電車が存在していた。これは、他のラテンアメリカ諸国のものをすべて合わせた数と同じくらいであった。リオデジャネイロでは、1859年、フランスを除くすべての欧州諸国に先行して市街電車の実験を行った。それは、世界初の市街電車の一つであった。リオデジャネイロの市街電車は、その後130年以上運営され、今日まで現役である。ブラジルでは、初めて蒸気動力による市街鉄道が開始され、路面で運転するために特別設計された蒸気機関車が運行されていた。また、リオデジャネイロでは、世界初の電気による市街鉄道の運行が、ロンドン、パリ、ローマ、マドリード、リスボン、ラテンアメリカの他のどの都市よりも前に開始された。ニテロイは初めて蓄電池による市街電車の運行が成功した場所である。ブラジルは、アメリカ大陸ではアメリカ合衆国に次ぐ路面電車のコレクションがあり、世界最大の外資系路面鉄道が存在していた。
1989年時点でのブラジルの市街電車は、リオデジャネイロのサンタテレサ線とコルコバード線、サンパウロのカンポス・ド・ジョルドン線、ベルチオガのイタチンガ路線、カンピーナスの観光トラムの5路線が存続していた。
現在運転中の保存トラム：
- カンピーナス – 保存トラム[4]
- カンポス・ド・ジョルドン – カンポス・ド・ジョルドン鉄道[5]
- イタチンガ（英語版） – 保存トラム[6]
- リオデジャネイロ – サンタ・テレサのトラム（英語版）[7]
- サントス – 保存トラム [8]
- ベレン  – 保存トラム[9]

## 今後の展開

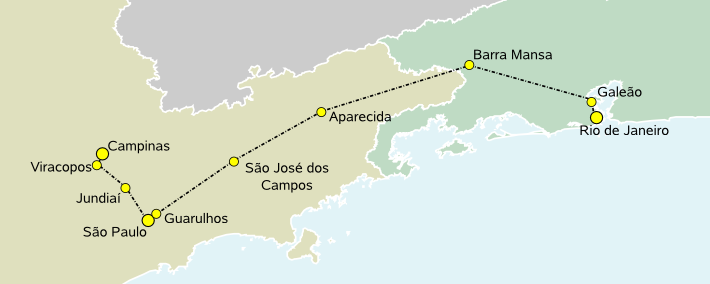
リオデジャネイロ - サンパウロ間高速鉄道

### 高速鉄道
2008年9月、ブラジルの交通省は、ワールドカップのためのサンパウロ、リオデジャネイロ、カンピナスを接続する高速鉄道プロジェクトを発表した。これは、150億ドルの費用がかかるだろう。これらの路線は、標準軌1,435 mm (4 ft 8+1⁄2 in)で敷設する予定である。

### 新規の貨物線の敷設
農産物輸送のためにマラカジュからカスカヴェウを経由してパラナグアへ向かう新路線（軌間：1,000 mm (3 ft 3+3⁄8 in) ）の建設が提案されている。

### 標準軌への改軌
1,600 mm (5 ft 3 in) （アイルランドゲージ）軌間の路線を1,435 mm (4 ft 8+1⁄2 in) 標準軌に変換することが提案されている。

## 近郊国との鉄道連絡
| 国名         | 都市名                   | 路線                   | 軌間                     | ブラジル側の軌間         | 路線 | 都市名                     |
| ------------ | ------------------------ | ---------------------- | ------------------------ | ------------------------ | ---- | -------------------------- |
| アルゼンチン | パソ・デ・ロス・リブレス | ウルキサ将軍鉄道 本線  | 1,435 mm (4 ft 8+1⁄2 in) | 1,000 mm (3 ft 3+3⁄8 in) | 不明 | ウルグアイアナ             |
| ボリビア     | プエルト・スアレス       | ボリビア東部鉄道       | 1,000 mm (3 ft 3+3⁄8 in) | 1,000 mm (3 ft 3+3⁄8 in) | 不明 | コルンバ                   |
| ウルグアイ   | リベラ                   | モンテビデオ＝リベラ線 | 1,435 mm (4 ft 8+1⁄2 in) | 1,000 mm (3 ft 3+3⁄8 in) | 不明 | サンタナ・ド・リヴラメント |
| ウルグアイ   | リオブランコ             | リオブランコ線         | 1,435 mm (4 ft 8+1⁄2 in) | 1,000 mm (3 ft 3+3⁄8 in) | 不明 | ジャグアラン               |

パラグアイ、ペルー、コロンビア、ベネズエラ、ガイアナ、スリナム、フランス領ギアナとの鉄道による接続はなし。

## 沿革

### 鉄道事業体
連邦鉄道成立以前の主な鉄道事業者
- ブラジル中央鉄道（ポルトガル語版）（EFCB）
  - 1858年に開通した、同国で最も古い鉄道のひとつであるドン・ペドロ二世鉄道を由来とするリオデジャネイロの国営企業。1,600 mm、いわゆるアイルランド軌間を採用し、リオデジャネイロ州とミナス・ジェライス州、そしてサンパウロ州を結ぶ鉄道網を完成させた。1957年に同名のままブラジル連邦鉄道を構成する鉄道の一つとなり、1975年には完全に同鉄道へ組み込まれ、ブラジル中央鉄道という名称は消滅。日系ブラジル人からは主にセントラル線と呼ばれた。
- オエステ・デ・ミナス鉄道 （Estrada de Ferro Oeste de Minas） - この鉄道の一部は保存鉄道として運転中である。
- リオ・デオウロ鉄道（ポルトガル語版）
- サンパウロ鉄道（英語版）
  - 1850年代に、特産のコーヒー豆の出荷を効率的に行うことを目的とするブラジル政府と、その利益を手にすることを目的とするイギリス政府が協力して開通させた、1,600 mm軌間の鉄道。社名が英語なのは前述の通りイギリスが関係していたことによるもので、会社の保有も両政府の間で締結された「90年間の租借権」に基づきイギリス企業が行なっていた。租借期限が切れた1940年代中盤にブラジル政府のものとなり、後述のサントス＝ジュンジアイ鉄道となった。
- サントス＝ジュンジアイ鉄道（ポルトガル語版）
  - 上記のサンパウロ鉄道が国有化された際に改名されて誕生。1975年に完全に連邦鉄道網へ組み込み。

ソロカバナ鉄道（EFS）
- - サンパウロ州の西部に広く展開する1,000 mm、いわゆるメーターゲージの鉄道網を保有した企業。本社は社名の通りソロカバに所在し、民営、公営と運営母体が数度変わったものの、路線の総延長は拡大し続けた。1971年にサンパウロ州内の他の鉄道を運営する企業数社とともに同州の運営するサンパウロ州鉄道公社（ポルトガル語版）へ吸収合併される形で消滅。日系ブラジル人からは主にソロカバ線と呼ばれた。

国有化後
- ブラジル連邦鉄道 (Rede Ferroviária Federal, Sociedade Anônima) - 1957年に設立され、1999年から2007年にかけて解体された。

## 機関車

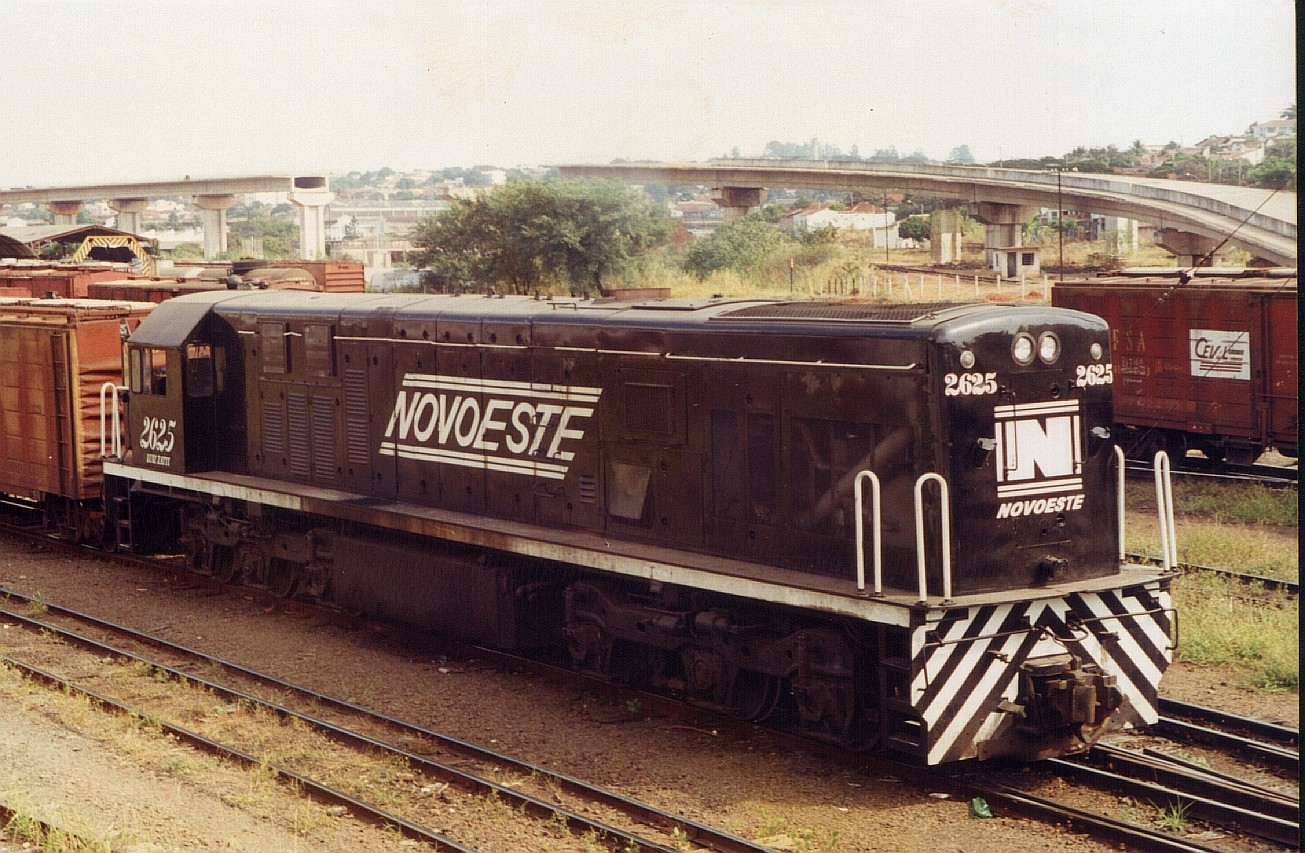
新西部鉄道 GE U20C #2625
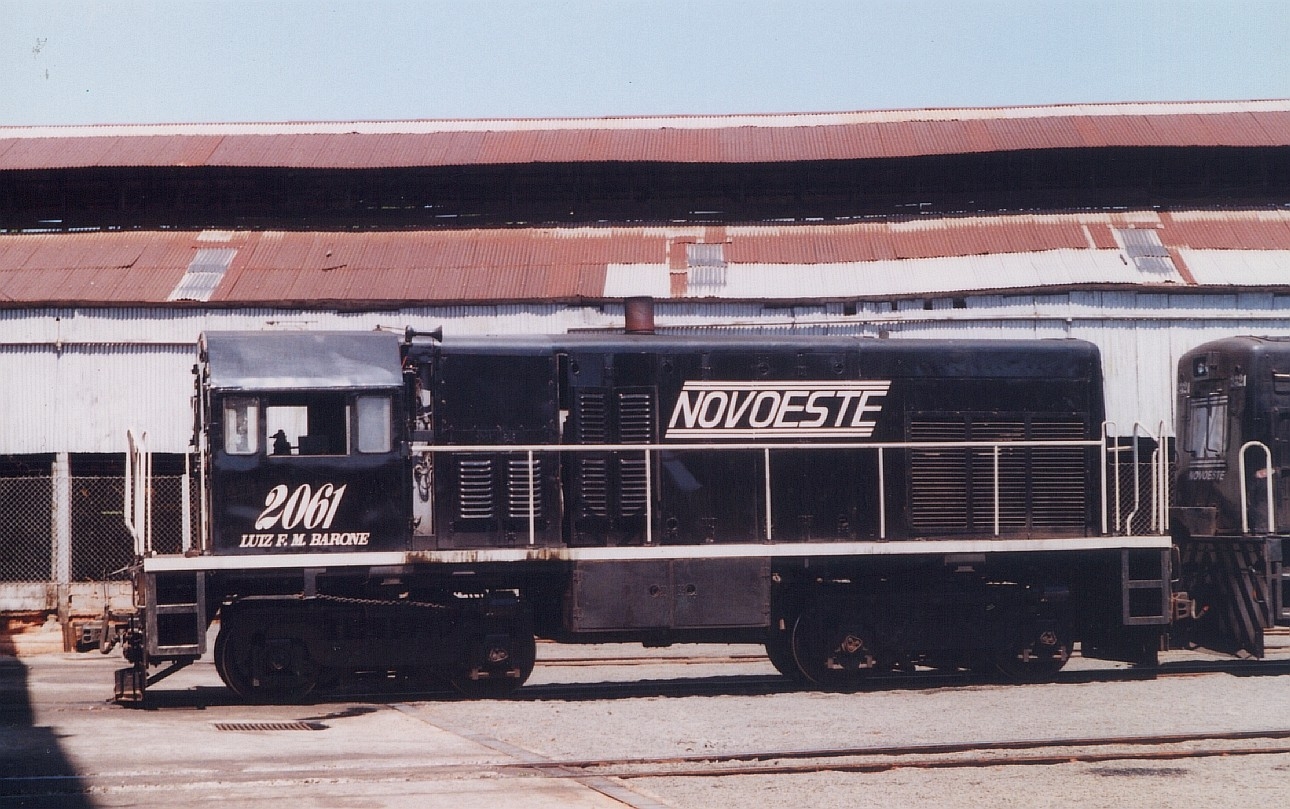
新西部鉄道 GE U5B #2061
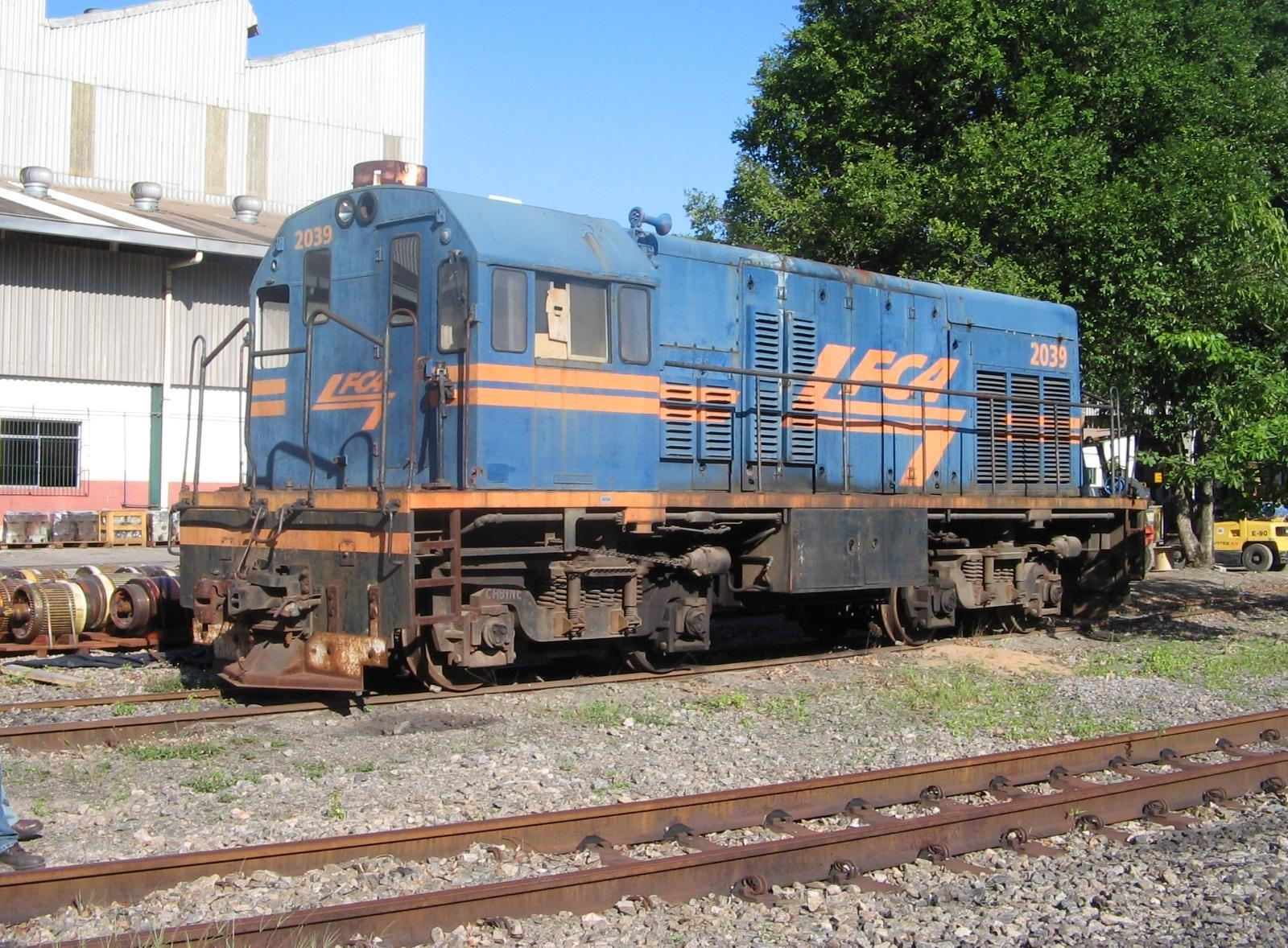
セントロ･アトランチカ鉄道 GE U5B  #2039
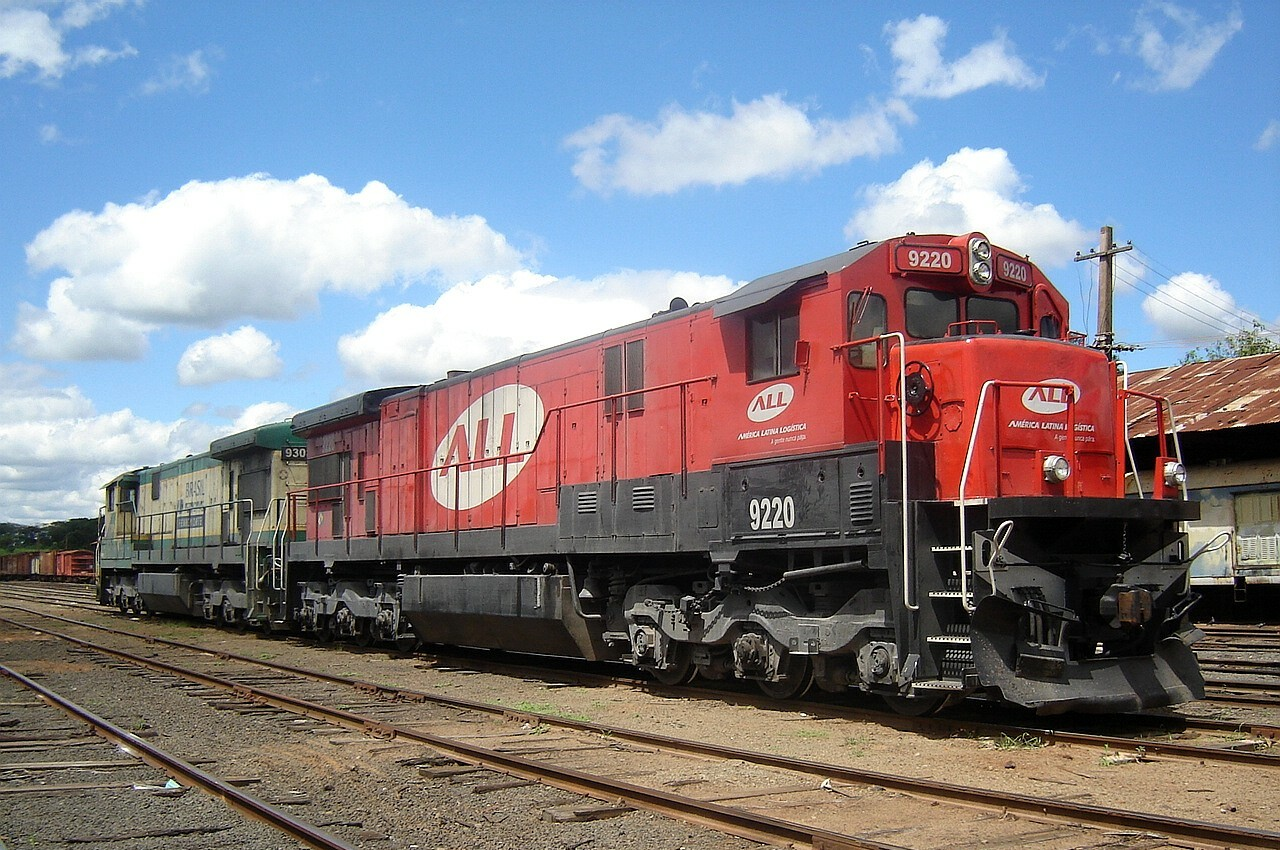
GE C30-7 #9220
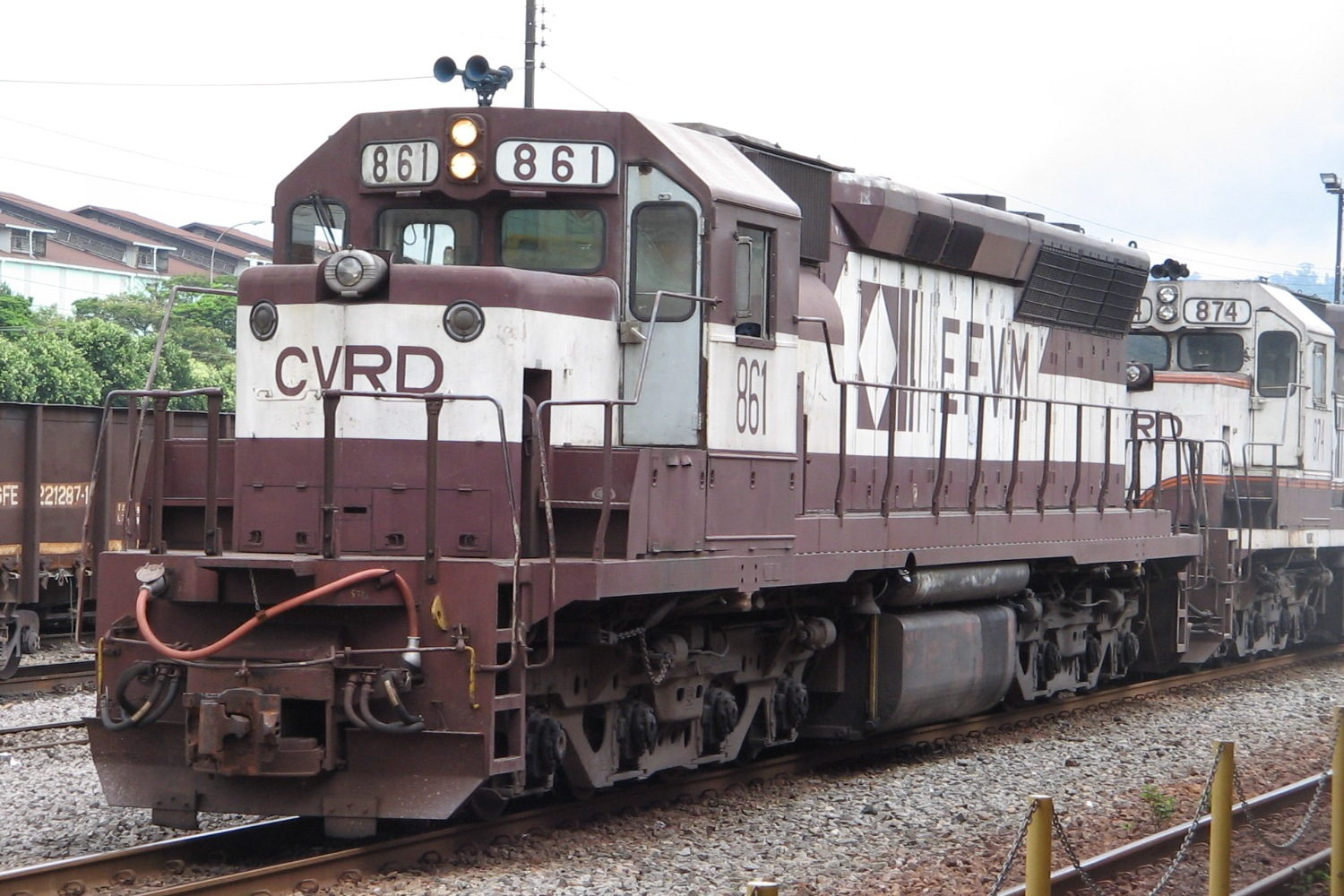
ヴァーレのビトリア・ミナス鉄道 EMD DDM45